# Église Saint-Lié de Mohon
L'église Saint-Lié  est située à Mohon une ancienne commune intégrée en 1966 dans celle de Charleville-Mézières, dans le département des Ardennes. L'église est sous le vocable de saint Lié, moine du Berry protecteur des malades.

## Histoire
Un premier édifice religieux probablement dédié à saint Gilles, premier saint patron de Mohon, existait déjà au XIIIe siècle.
Au XVIe siècle une nouvelle église en style gothique flamboyant est construite . L'édifice religieux semble être terminé entre 1607 et 1611 et des réfections sont entreprises en 1683 comme l'atteste un écrit gravé sur la pierre . Le corps de Lié de Micy y aurait reposé à cette époque.
En 1523 une confrérie chargée de vénérer les reliques de saint Lié est fondée . Ladite confrérie ayant obtenu une indulgence du pape Paul V. Finalement en 1611 l'édifice est définitivement consacré à saint Lié en lieu et place de saint Gilles.
En 1613 l'église est vendue avec le village de Mohon par René d'Anglure seigneur de Busancy à Louise Marguerite de Lorraine et rejoint ainsi la principauté de Château-Regnault.
Le 6 mars 1629, sous Louis XIII Mohon et son église sont réunis à la France.
En 1966 Mohon fusionne avec Charleville, Étion, Montcy-Saint-Pierre pour former Charleville-Mézières à laquelle l'église est de fait rattachée.
L'édifice fait l’objet d’un classement au titre des monuments historiques depuis le 14 octobre 1911.
Un des deux reliquaires contenant les reliques de Saint Lié fût volé en 1977. Seule la tête reliquaire contenant le crâne du saint et une clavicule subsiste aujourd'hui.

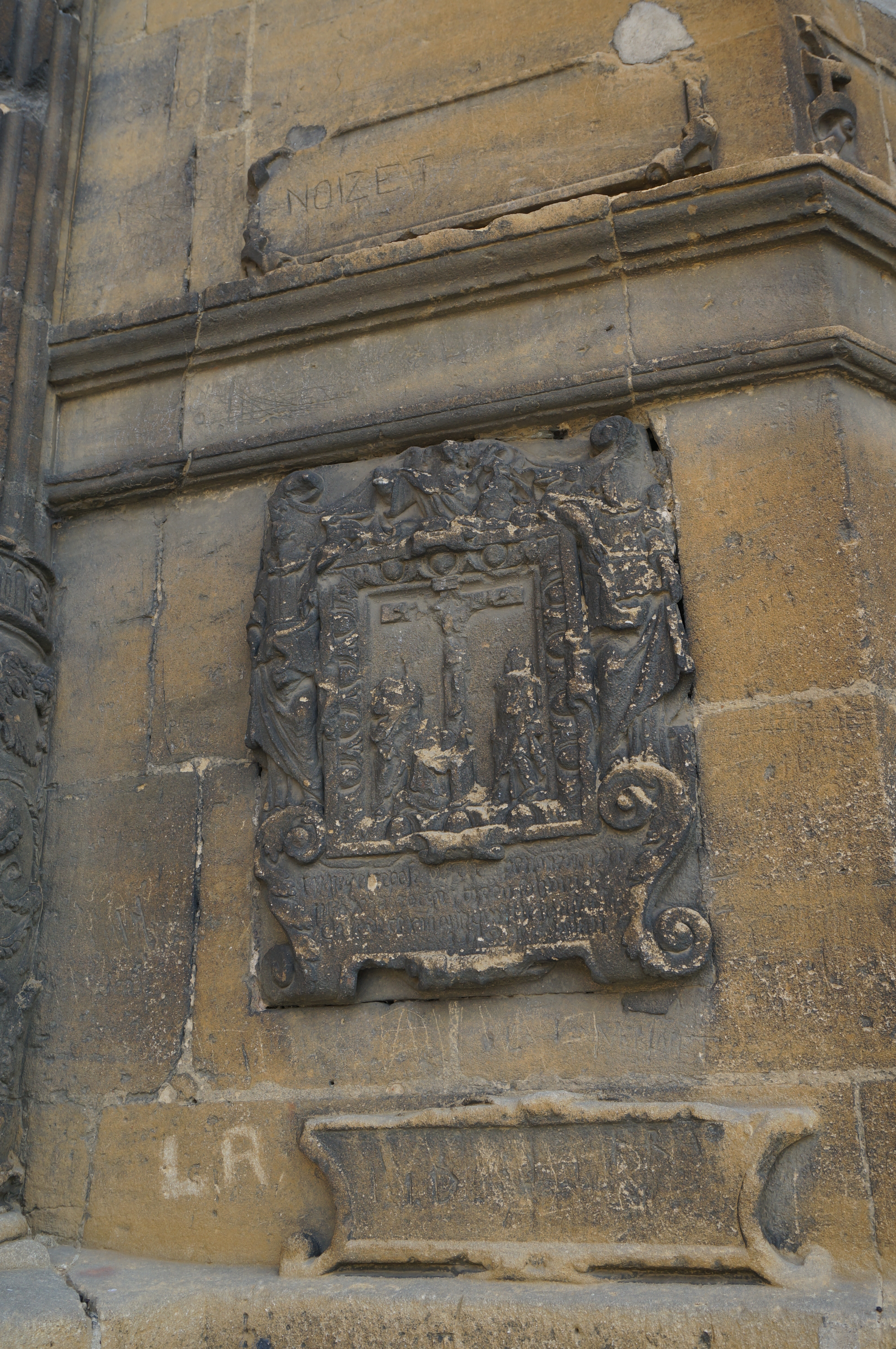
Détail de la droite du porche.

## Description

### Extérieur
La façade ouest porte deux dates : 1607 et 1611 et son style architectural est classique, en opposition au reste de l'édifice.
L'église comporte des éléments architecturaux d'inspiration Renaissance italienne : portail, tourelles hexagonales et balcon.
Le porche est couvert d'une voûte cintrée à caissons dont les lignes convergent en direction du tympan.
Une loggia ajourée de trois baies et surmontée d'un fronton triangulaire surplombe l'entrée flanquée de deux tourelles latérales hexagonales.
Les bas-côtés sont couverts par une succession de petites toitures à trois pans séparées par des arcs-boutants
Sur la partie droite de l'édifice se trouvent deux cadrans datant de 1562 : un solaire et un lunaire.

### Intérieur
L'église est de style flamboyant. L'absence de transept, l'utilisation de piliers circulaires et la faible différence de niveau entre le vaisseau central et ceux collatéraux créent un vaste espace sans cloisonnement.
L'intérieur comporte une large nef centrale dont le style des voûtes des deux premières travées témoigne d'une construction plus tardive que celle du chœur. Les colonnettes comportent des piles circulaires et les ogives des nervures complexes.
Les chapiteaux de style Renaissance sont ornés de putti et de guirlandes de fruits qui entourent la partie supérieure des supports.
Les nervures de la deuxième travée sont décorées d'une clé de voûte tombante sculptée du Christ ressuscité entouré des évangélistes.
L'église possède un décor datant du XVIIIe siècle, le retable du chœur représente La Résurrection du Christ, il est entouré par une décoration exubérante à base de marbre polychrome avec au-dessus, sur la corniche, deux anges assis présentant les emblèmes de la Passion. Des boiseries sculptées habillent les murs latéraux.
Des pièces remarquables sont conservées dans la nef :
- Autel principal (classé)
- Fonts baptismaux (classé)
- Mobilier et décor du XVIIIe siècle
- Reliquaires datés du XVIIe siècle
- Douze vitraux réalisés en 1986 par le maître-verrier et sculpteur Gérard Lardeur.

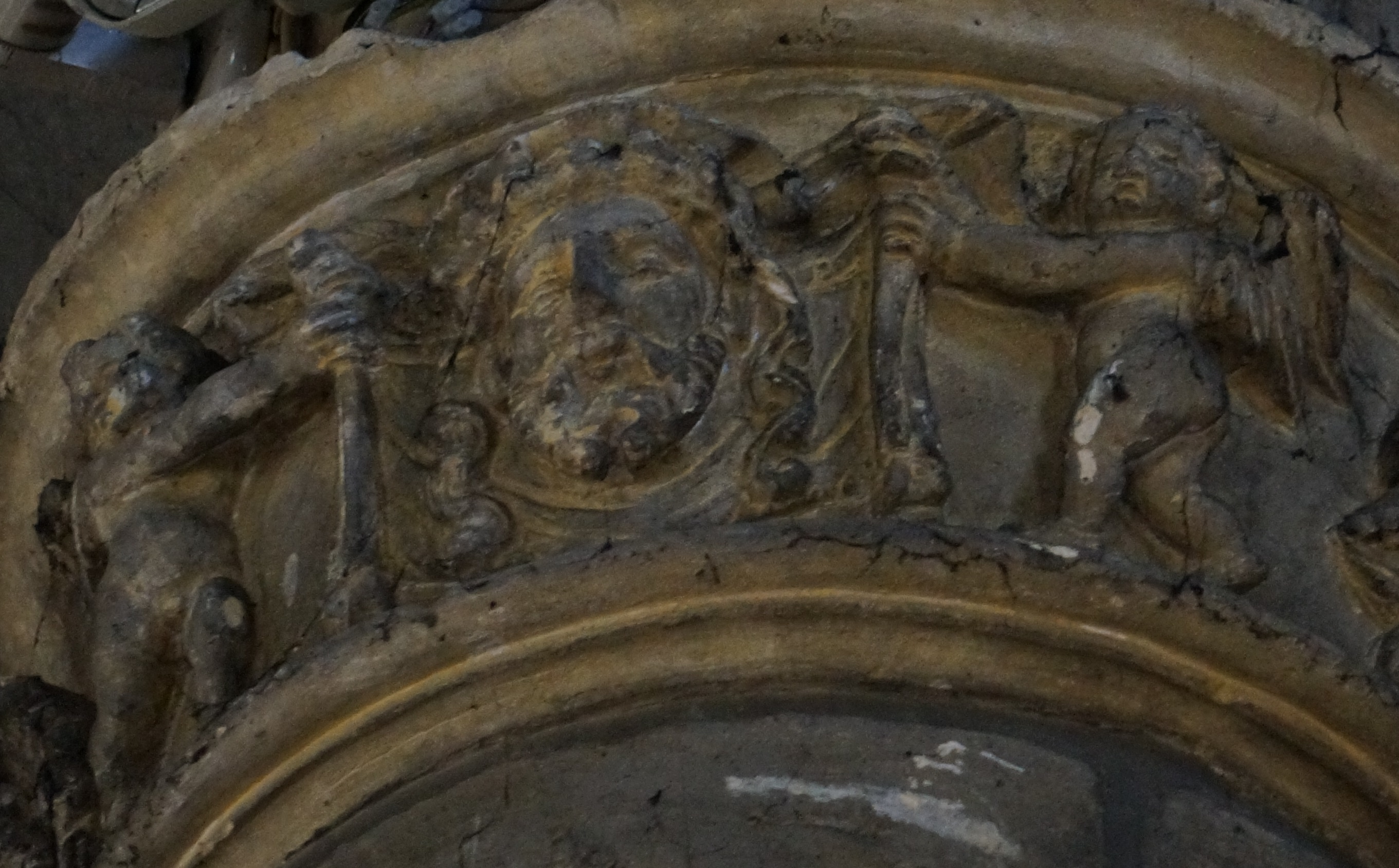
Visage du Christ sur le chapiteau d'une colonne de droite.
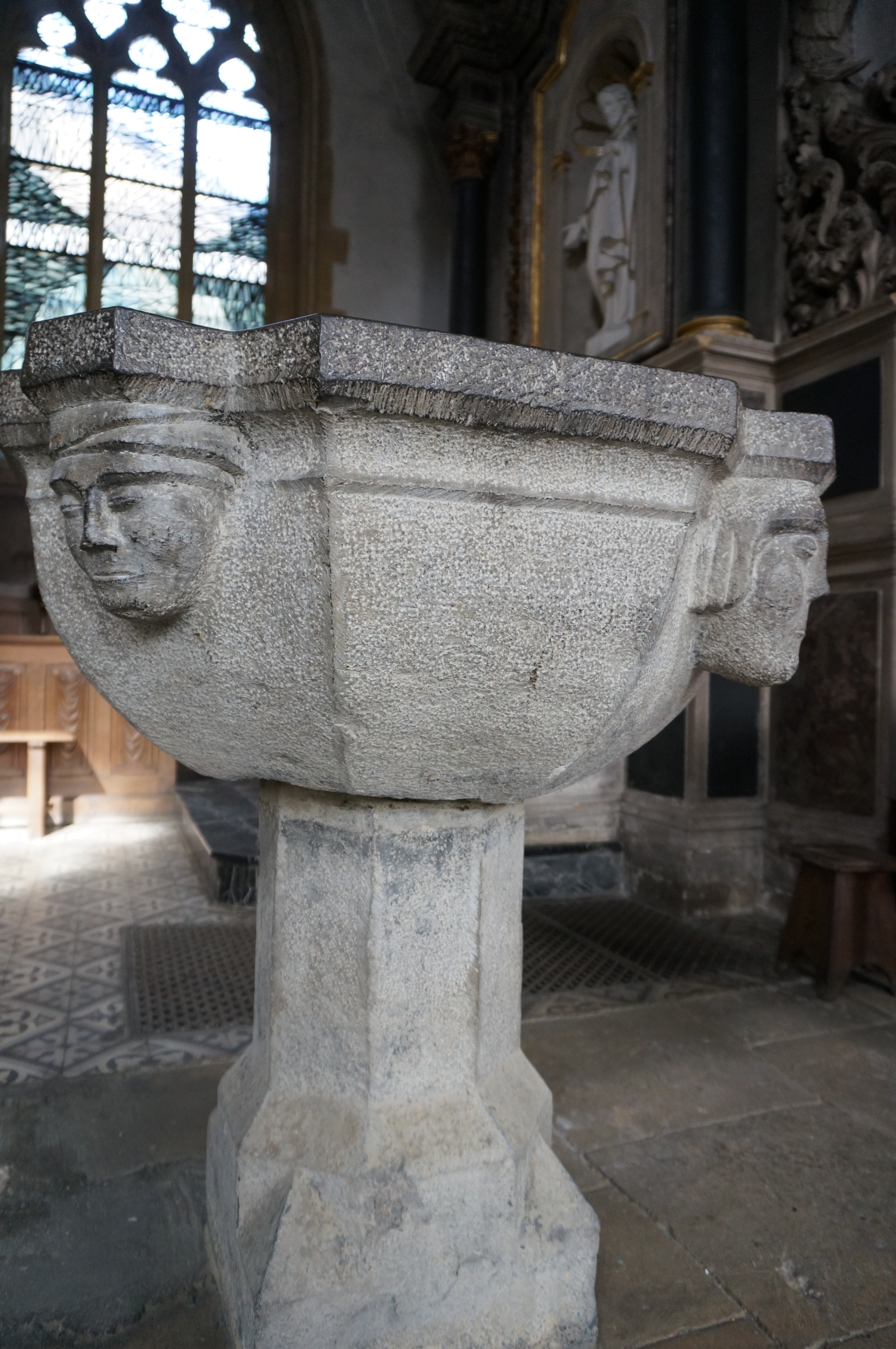
Fonts baptismaux classés
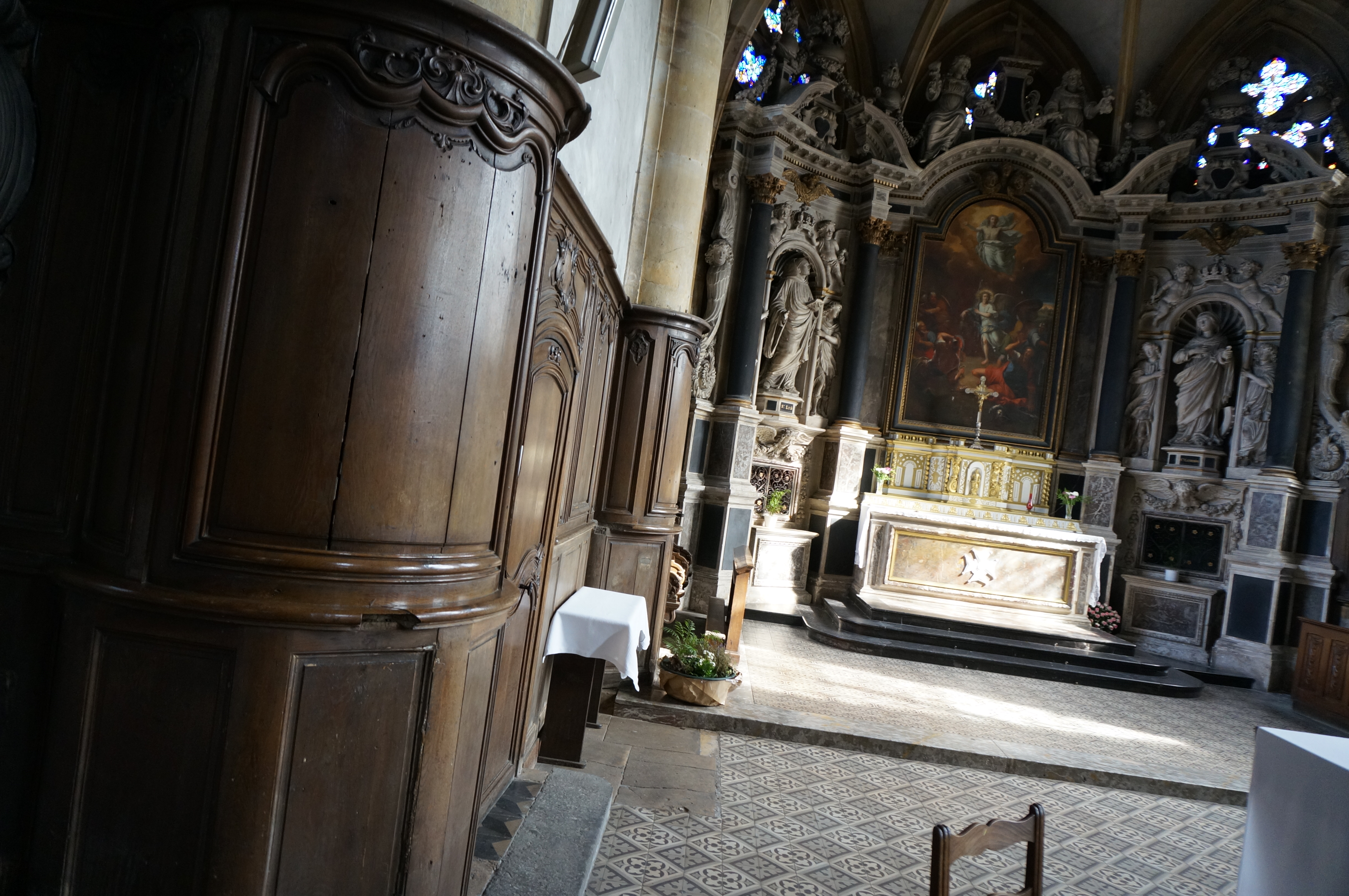
autel principal classé
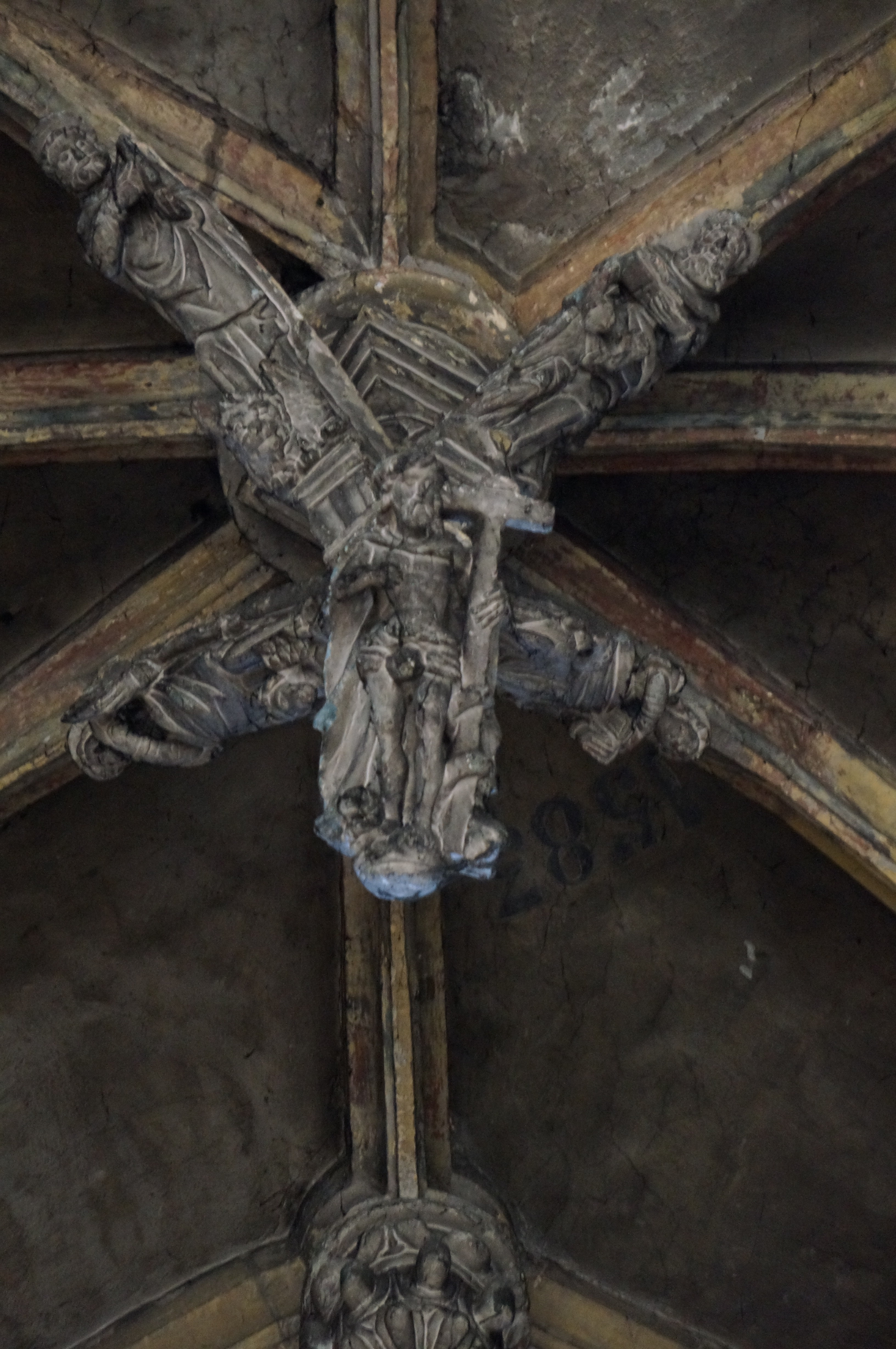
Détail du plafond.
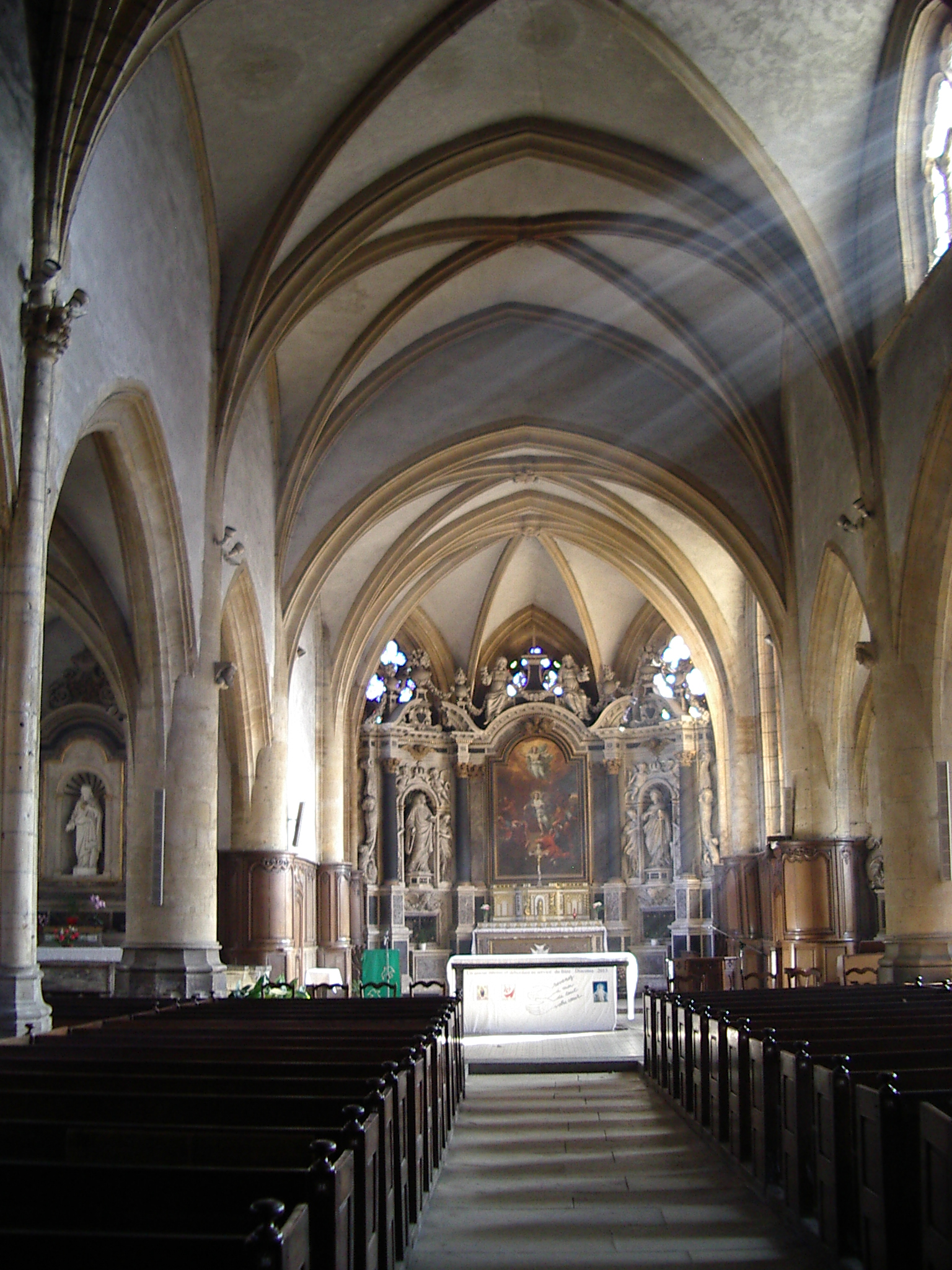
nef,
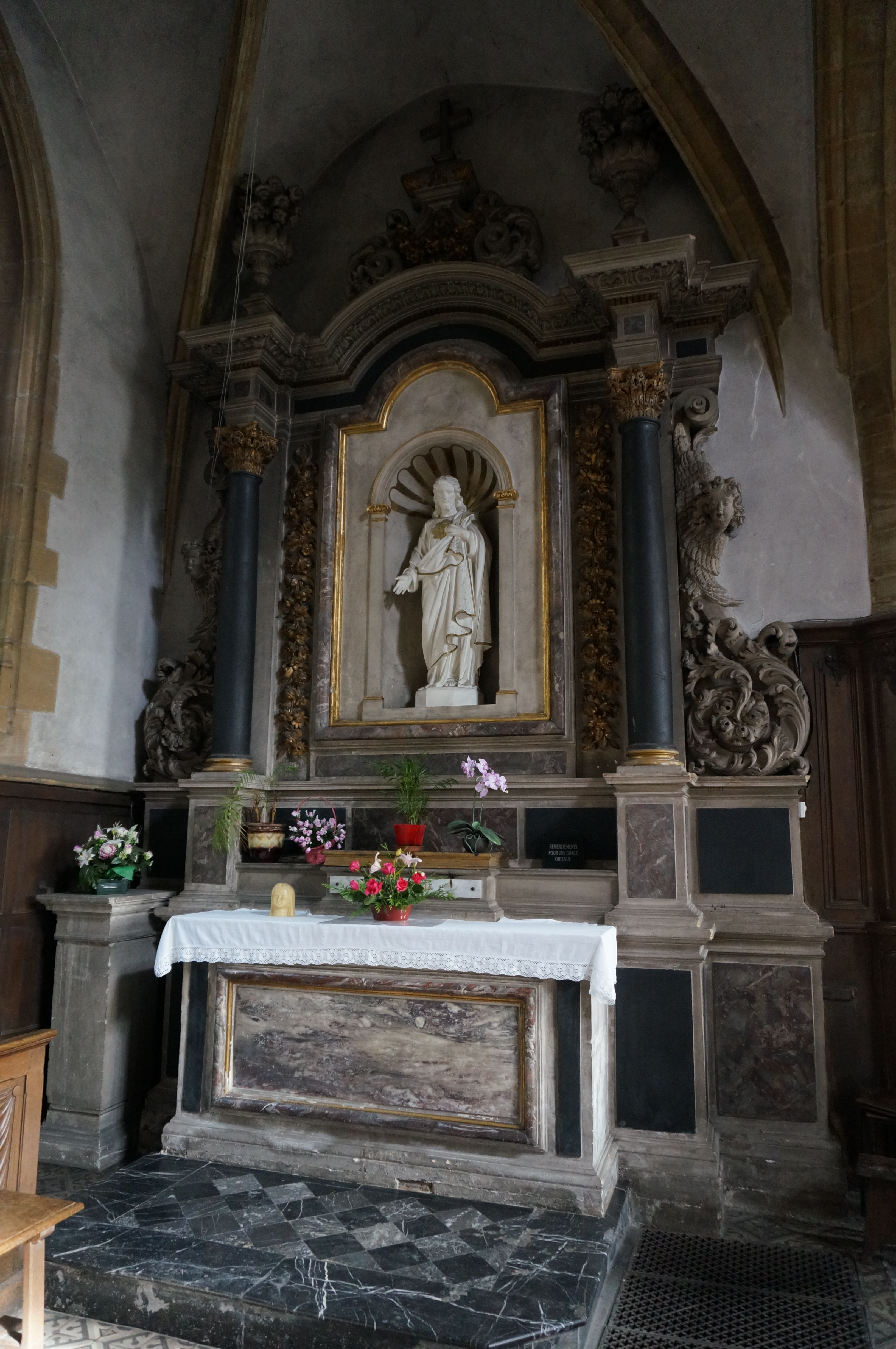
autel latéral, inscrit
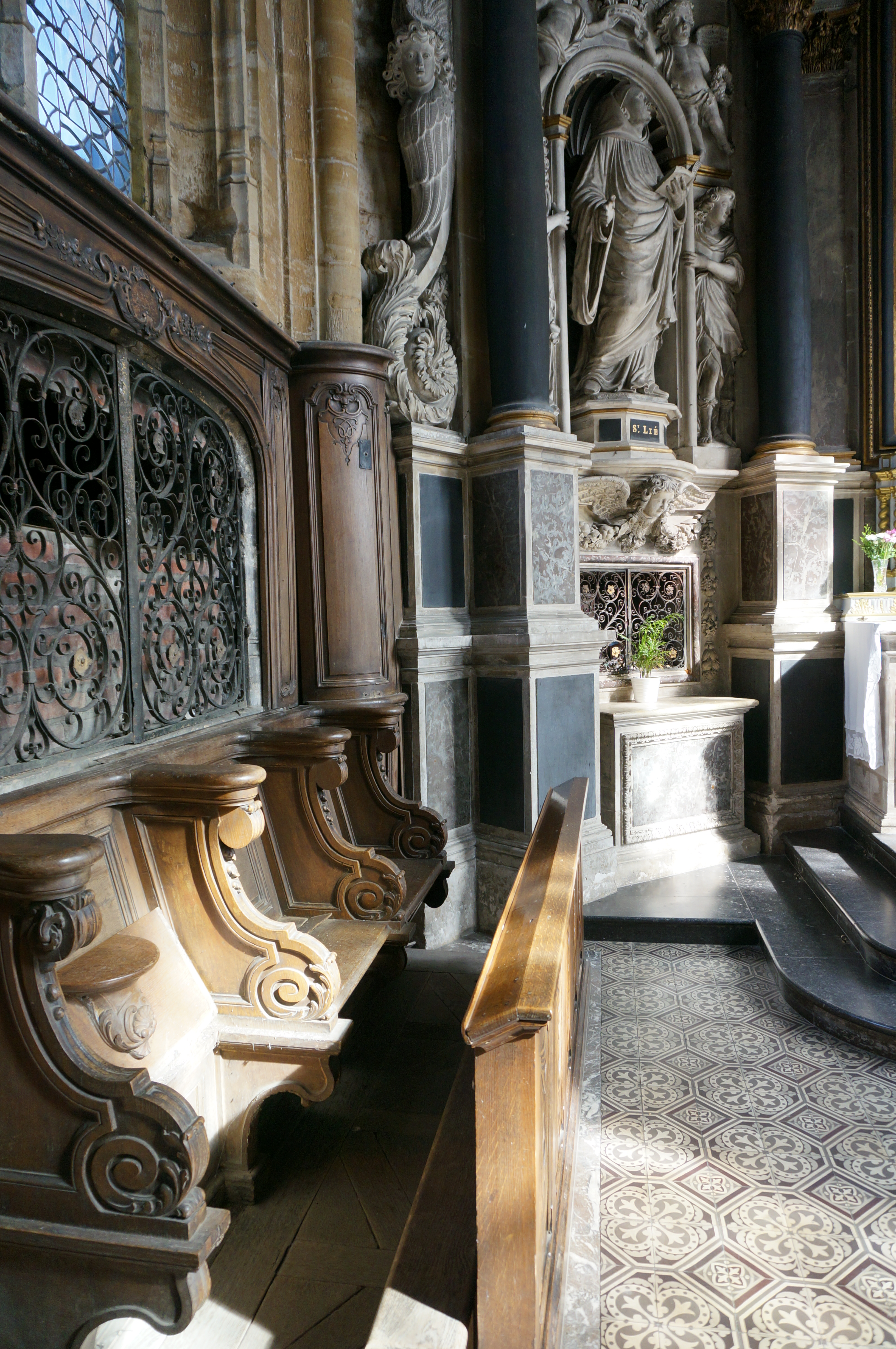
stalles de chœur, inscrites

## Sources
- Voir Bibliographie
- Voir Notes et références